# Reign of the Supermen
Reign of the Supermen (Reino do Superman) é um filme animado norte-americano distribuído diretamente em vídeo, dirigido por Sam Liu. O filme é baseado nas hqs homônimas de Gerard Jones e William Messner-Loebs e sucede o filme de 2018; A Morte do Superman. Tem no elenco de dublagem; Jerry O'Connell, Rebecca Romijn, Rainn Wilson, Nathan Fillion, Cameron Monaghan, Patrick Fabian e Cress Williams. O filme foi lançado nos cinemas limitados da Fathom Events em 13 de janeiro de 2019 e em plataformas digitais, DVD e Blu-ray em 15 de janeiro de 2019. No Brasil, foi lançado em 29 de janeiro de 2019, no iTunes e Google Play.

## Enredo
Situa-se após os eventos de A Morte do Superman e mostra o surgimento de 4 novos heróis que querem tomar a alcunha de Superman; são eles Superciborgue, Superboy, Aço e o Erradicador.

## Elenco
- Jerry O'Connell como Clark Kent / Superman e Superman Ciborgue
- Rebecca Romijn como Lois Lane
- Rainn Wilson como Lex Luthor
- Cameron Monaghan como Kon-El / Superboy
- Cress Williams como John Henry Irons / Aço
- Patrick Fabian como Hank Henshaw / Superciborgue
- Jason O'Mara como Bruce Wayne / Batman
- Rosario Dawson como Diana Prince / Mulher-Maravilha
- Nathan Fillion como Hal Jordan / Lanterna Verde
- Barry Allen / Flash
- Nyambi Nyambi como J'onn J'onzz / Caçador de Marte e Ron Troupe (não creditado)
- Tony Todd como Darkseid
- Charles Halford como Bibbo Bibbowski e Erradicador
- Rocky Carroll como Perry White
- Toks Olagundoye como Cat Grant
- Max Mittlelman como Jimmy Olsen (creditado), Steve Lombard e Eric (não creditados)
- Paul Eiding como Jonathan Kent e coveiro (não creditado)
- Jennifer Hale como Martha Kent, Presidente Joan Dale e Computador da Torre de Vigilância
- Trevor Devall como Dabney Donovan, G. Gordon Godfrey e Snakey Doyle
- Erica Luttrell como Mercy Graves

## Lançamento
Reign of the Supermen foi lançado e distribuído por Warner Home Video em teatros limitados de Fathom Events em 13 e 14 de janeiro de 2019, em plataformas digitais em 15 de janeiro de 2019. O filme em DVD e Blu-ray foram originalmente programados para lançamento em 29 de janeiro de 2019, mas foi movido até 15 de janeiro. O filme foi relançado em home video e editado junto com o antecessor em 1° de outubro de 2019 como "A Morte e o Retorno do Superman".